# 澳大利亚共和运动 (政治团体)
澳大利亚共和运动（英語：Australian Republic Movement，縮寫：ARM）是澳大利亚联邦内一个非党派成员性质的政治团体，其旨在推动澳大利亚成为由澳大利亚人担任国家元首的独立共和制国家。《澳大利亚联邦宪法》自1901年颁布以来，规定澳大利亚君主由联合王国君主担任。澳大利亚君主通常被认为是澳大利亚的国家元首，尽管其职权由澳大利亚总督及州长们行使。